# Gheorghe de Sina
Baronul Gheorghe Simeon de Sina (în greacă Γεώργιος Σίνας, transliterat: Gheorghios Sínas), cunoscut și ca Georg Simon Freiherr Sina von Hodos und Kisdia, (n. 20 noiembrie 1782, Niș – d. 18 mai 1856, Viena) a fost unul din cei mai renumiți întreprinzători și bancheri austrieci, membru al Camerei Magnaților maghiari, precum și consul general grec la Viena în timpul Imperiului Habsburgic. A fost un susținător al artelor și al arhitecturii vieneze. Baronul a fost considerat ca cel mai bogat om din Austria după familia Rothschild.

## Familia

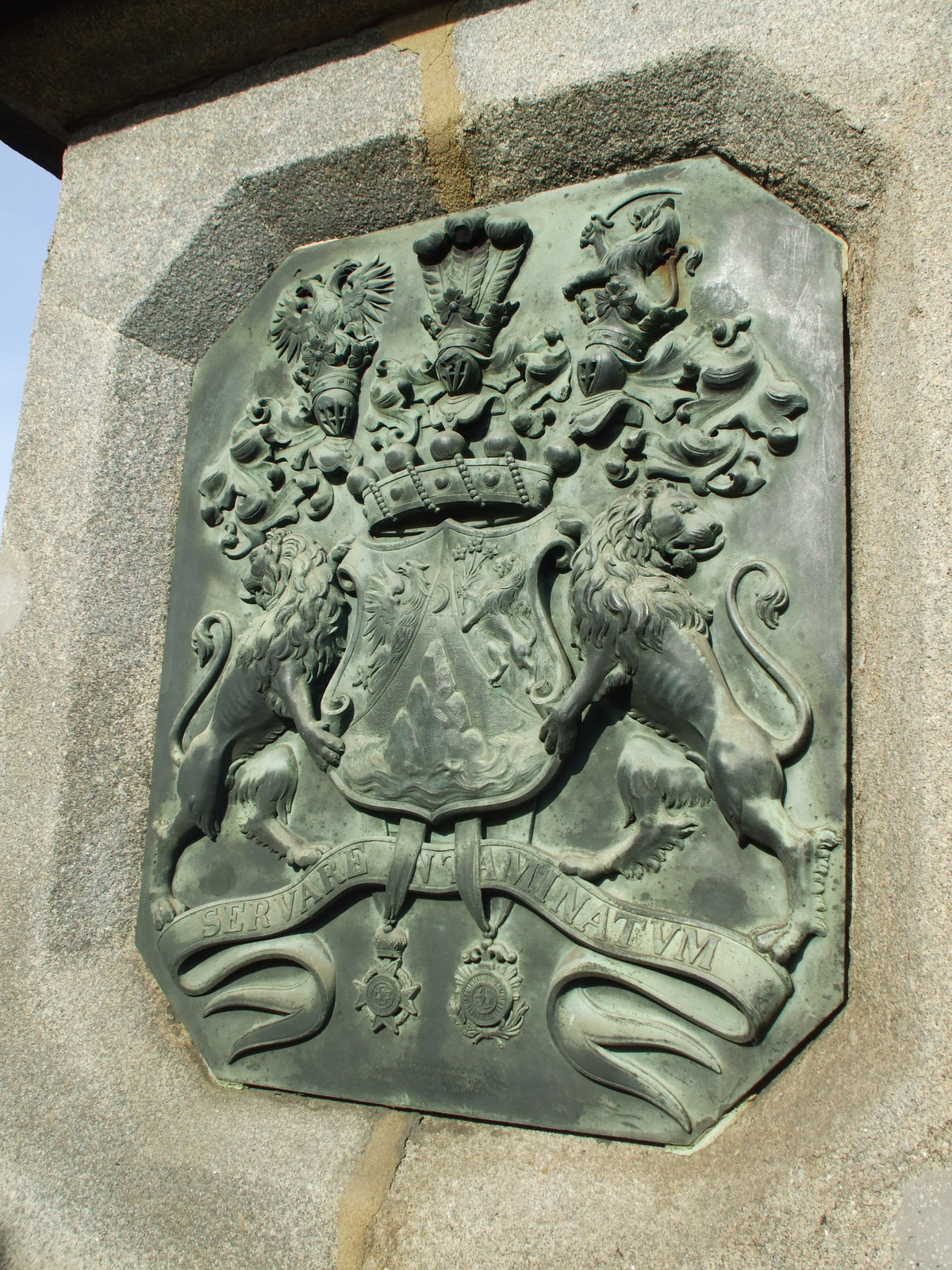
Stema baronilor Sina pe Podul cu Lanțuri din Budapesta

Gheorghe (Georg) din familia Sina a fost singurul copil al lui Simeon Gheorghe (1753-1822) din prima căsătorie a acestuia cu Irene Czippe (1767-1793). El a mai avut un frate vitreg, Ioan Simeon (1804-1869), din cea de-a doua căsătorie a tatălui său cu Katharina von Gyra (1777-1843). Gheorghe Simeon a fost căsătorit cu Katharina Derra von Moroda (1792-1851), având un singur fiu, pe renumitul întreprinzător, bancher și mecena Simeon Gheorghe (1810-1876). Pe tot timpul existenței familiei în Austria, ea fost de religie greco-ortodoxă. De abia două din cele patru nepoate s-au convertit, după soții lor, la catolicism.

## Biografie
Tânărul Sina a condus din anul 1803, alături de tatăl său, o casă de comerț angro în Niș, pe care părintele său o fondase în 1798. După mutarea familiei la Viena în 1811, cei doi au devenit supuși ai Imperiului Austriac, primind permisiunea pentru a conduce o firmă de comerț angro și în capitală. În consecință, bătrânul Sina a fondat instituția austriacă „Casa de comerț angro și bancară Sina”. Ca urmare achiziției dominioanelor maghiare Hodos și Kisdia, familia a fost înnobilată în Ungaria cu titlul „de Hodos și Kisdia”, pe 3 aprilie 1818. După moartea tatălui său în 1822, Gheorghe a preluat, în calitate de cel mai vârstnic fiu al lui Simeon Gheorghe, casa bancară sub nume propriu; fratele lui vitreg, Johann Simon, a rămas implicat în afacere.
Sina a controlat o mare parte a comerțului cu bumbac pe Dunăre și în Levant, mai târziu cu lână de oi, lemn, cărbune și sare, iar de la mijlocul anilor 1830 în principal cu tutun. Relațiile sale comerciale s-au extins în cele mai mari capitale europene, până în Egipt și India. El s-a implicat și în industrie, ca de exemplu la fabrica de filatură și fire toarse de bumbac și de in din Pottendorf, la fabrica de hârtie din Klein-Neusiedl (ambele în Austria Inferioară), dar mai ales în activități de transport, mai întâi la calea ferată cu tracțiune animală Linz-Budweis, apoi la calea feroviară sudică Viena-Gloggnitz. Astfel a invitat supremația familiei Rothschild in acest domeniu. El a fost și consilier angajat în cunoscuta societate Donau-Dampfschifffahrts-Gesellschaft (DDG).

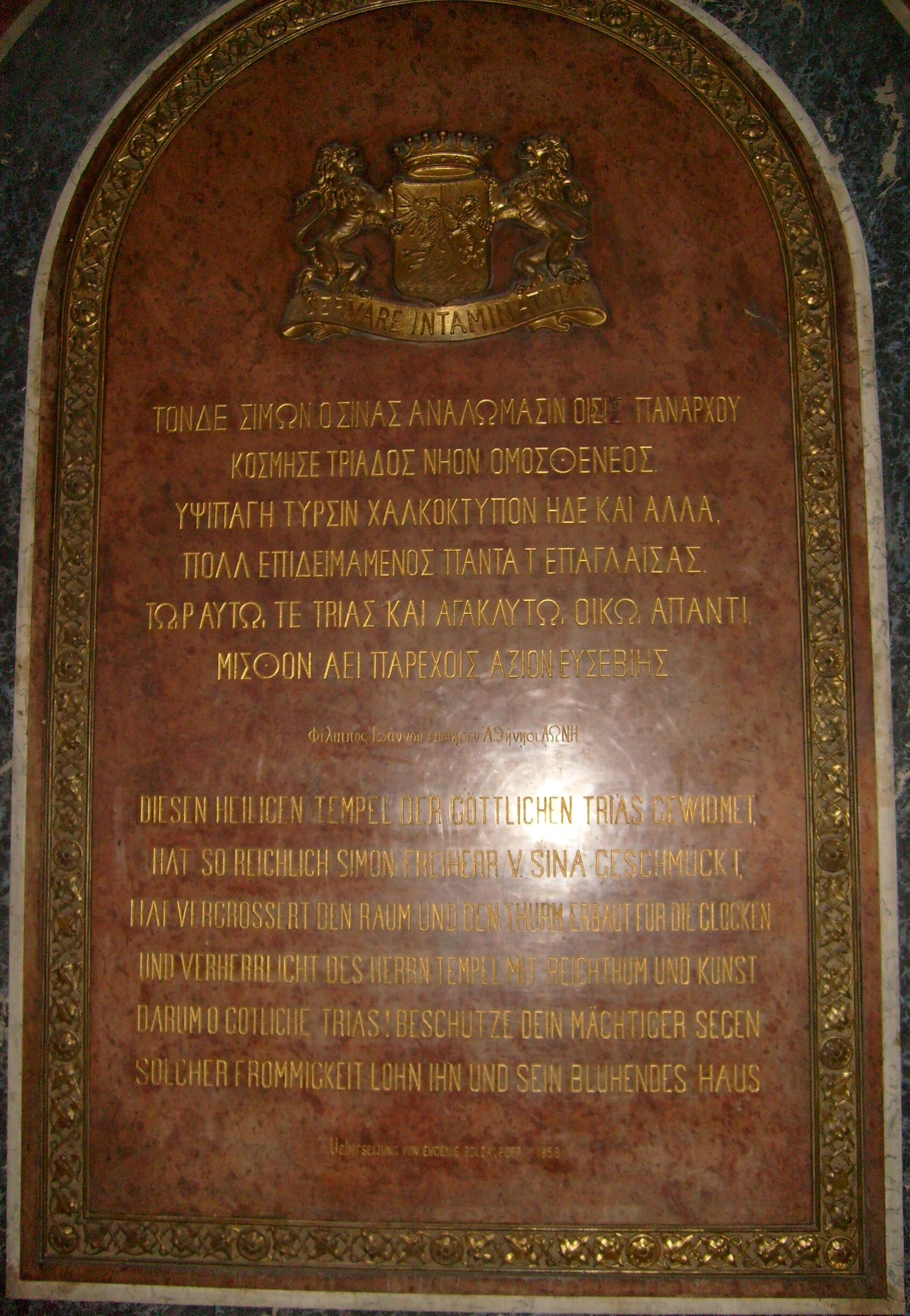
Placa memorială din Biserica Greacă din Viena, în memoria baronului Sina

La 26 iulie 1832, el și fratele său vitreg au fost înnobilați ca baroni maghiari și la 8 martie 1838 ca baroni austrieci. Începând de atunci banca s-a denumit „Bankhaus Baron von Sina”. Pe lângă aceasta au obținut, în 1836, dreptul de a purta acest titlu în Boemia, Moravia și Silezia.
La fondarea primei societăți bancare pe acțiuni a monarhiei, K. k. privilegierte österreichische Credit-Anstalt für Handel und Gewerbe (Institutul de credit austriac privilegiat pentru comerț și meserie), Sina a trebuit să cedeze întâietatea celei mai mari familii rivale, familia Rothschild. Pe de altă parte, el a cumpărat moșii întinse, de multe ori cu sprijinul președintelui camerei imperiale Joseph von Eichhoff (1790-1866), crescând astfel bonitatea casei sale bancare.
Banca baronului de Sina a achiziționat obligațiuni de stat și a procurat fonduri pentru afacerilor monarhiei. Nobilul a fost ales deja în 1823 deputat al comitetului de afaceri en-gros, fiind directorul instituției în perioada 1825-1849. Începând din 1849 și până la decesul său (în 1856) a fost viceguvernator al Băncii Naționale a Austriei și președinte al Căilor Ferate de Stat din Austria. Baronul a mai fost și consul general al Greciei la Viena (1834–1856).
La moartea baronului, acesta a lăsat o avere estimată la 50 de milioane de florini, iar statul i-a datorat 3 milioane fl. Numele lui George Simon a fost acordat postum străzii Jägergasse din sectorul vienez 22, Leopoldstadt (1877), care a devenit Sinagasse.

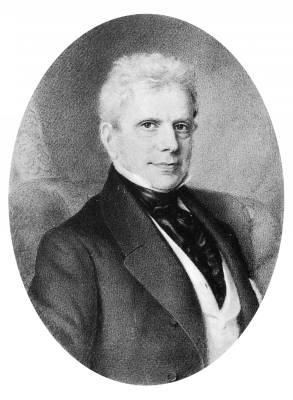
Baronul Gheorghe Sina

### Sprijinul pentru cultura română
Baronul Gheorghe de Sina a fost și un important susținător al culturii române. El a finanțat ziarele românești din Viena, Pesta și Buda. A avut relații strânse cu reprezentanții Școlii Ardelene, precum Samuil Micu-Klein, Petru Maior și Gheorghe Șincai. A fost prieten și cu viitorul Mitropolit Andrei Șaguna, tot aromân de origine.
Sina a făcut multe acte de binefacere pentru românii din Călacea, domeniu pe care îl deținea, construind inclusiv o bibliotecă românească.

## Construcții

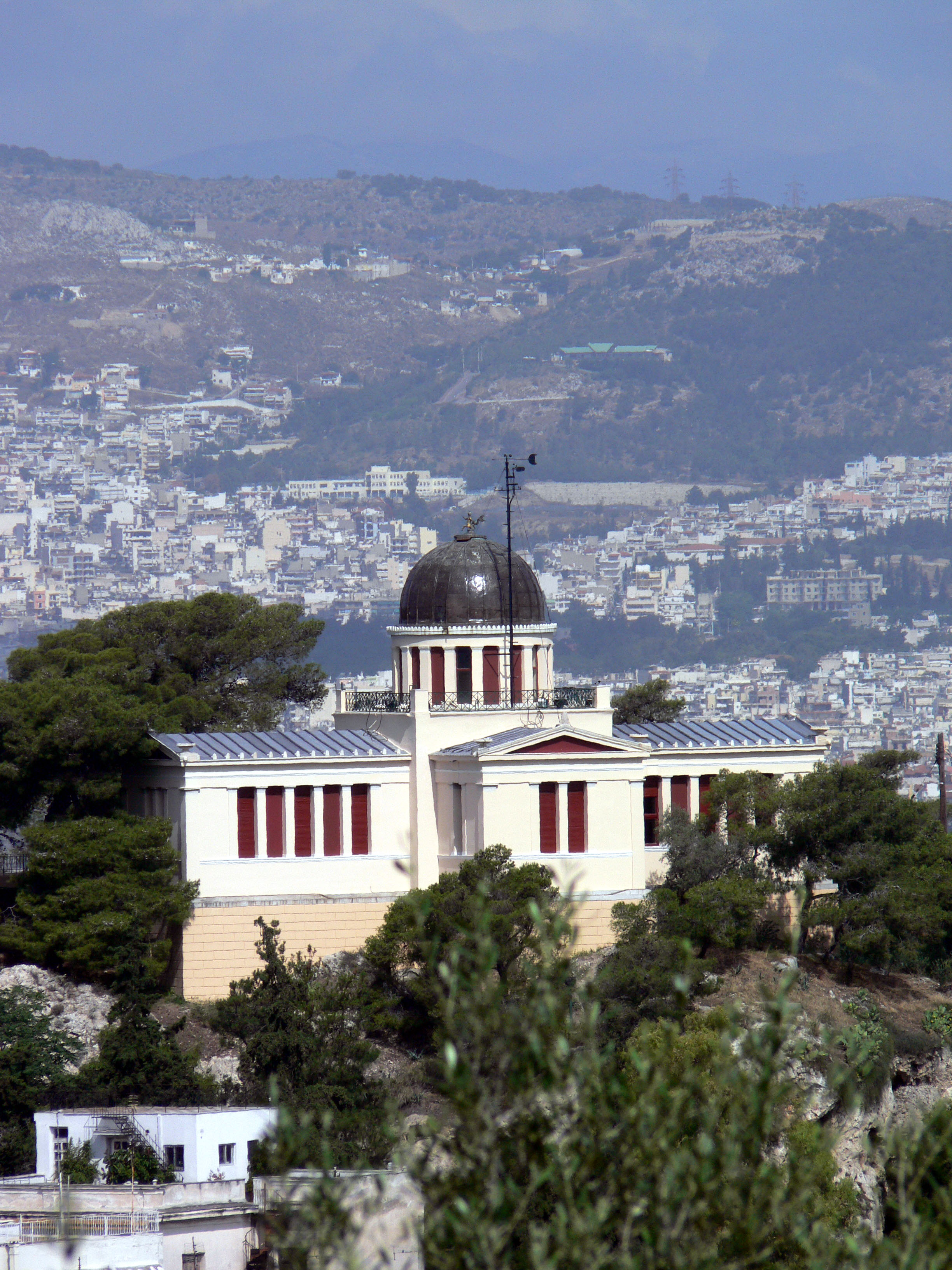
Observatorul de la Atena

Sina a avut merite mari în înființarea Institutului Politehnic (în prezent Universitatea Tehnică) din Viena. De asemenea, l-a însărcinat pe arhitectul Theophil Hansen cu construcția observatorului din Atena (1845) precum cu planificarea unei universități în capitala greacă.
Pentru extinderea Bisericii Grecești din Viena l-a angajat tot pe arhitectul Teophil Hansen, care își desfășura activitatea la Atena. Colaborarea fructuoasă cu Hansen l-a determinat pe acesta din urmă să se stabilească la Viena, unde a realizat proiectul clădirii Consiliului Imperial din Viena, actuala clădire a Parlamentului Austriei.
Gheorghe Sina a contribuit între altele și la finanțarea construcției Catedralei „Nașterea Sf. Ioan Botezătorul” din Arad. De asemenea, a îndeplinit un rol conducător în extinderea rețelei de căi ferate din Ungaria și a finanțat construcția podului de lanțuri peste Dunăre între Buda și Pesta (1843-1849).

## Decorații
Baronul de Sina care a fost cetățean de onoare al orașelor Arad, Budapesta și Szeged a fost decorat cu mai multe ordine printre care:
- Ordinul Imperial al Coroanei de Fier clasa a II-a
- Ordinul Imperial Rusesc „Sf. Ana” clasa a II-a cu briliante
- Mare Comandor al Ordinului Regal Grec al Mântuitorului
- Ordinul de Merit al Imperiului Otoman (Nișan-i İftihar)

## Posesiuni
Gheorghe Sina a deținut cele mai multe domenii, terenuri și proprietăți imobiliare. După moartea sa unele au fost vândute, iar după decesul fiului său, averile au fost împărțite între fiicele lui Simeon. Lista de posesiuni (valoarea actuală se află în paranteză):
- Austria Inferioară: Mauerbach (400.000 fl.), Rappoltenkirchen (160 000 fl.). Gföll (600.000 fl.), Fahrafeld (345.000 Gulden), Leopoldsdorf (170.000 fl.), iar în următorii ani și Droß, Rechberg, Imbach;
- Bohemia: Podiebrád (1.640.000 fl.);
- Grecia: Heptalophos (după 1841)
- Moravia: Aichhorn (760.000 fl.), Wellherad (600.000 fl.), Mislidořitz (300.000 fl.), Brumow (200.000 fl.), iar în următorii ani Rositz, Pürschitz, Hrottowitz, Dalleschitz, Kirchau, Slavietitz, Waltsch
- Ungaria (cu Ardeal și Banat): în Trenčín (1,400.000 fl.), Baan (140.000 fl.), Simonthurn (800.000 fl.), Hodos și Kisdia (100.000 fl.), Rittberg (80.000 fl.), Orizdorf și Kalatzka (320.000 fl.), în Bistrița (300.000 fl.), Tolna (880.000 fl.], Erzseny, iar în următorii ani Gödöllö Erd, Ercsi, Kajmád, Blumenthal, Fibis, Szent Miklos și Leiden, Félegyház, Kis-Orosz, Béba, Simongút, Sempse, în Arad, Vellatincz, Dubna;
- Veneția: Palat
- Țara Românească: Dudești și Zinicele (după 1841);
- Case în Viena (selecție, pentru anul 1841/1.550.000 fl.): casele orășenești nr. 512 - Felnerhaus (dobândă anuală de 19.726 fl.), nr. 513 - Schwarzenberg (dobândă anuală de 18.595 fl.) – nr. 689/93 - Alter Fleischmarkt (dobândă anuală de 26.145 fl.), Fries (dobândă anuală de 15.660 fl.).